# Martin Gjerstad
Erik Martin Gjerstad, född 25 juni 1969 i Motala, är en svensk musiker, kompositör och producent.
Han har tillsammans med Peter Minorsson och Tore Johansson skrivit Home when I’m with you som var med i filmen Hoppets hamn.
Tillsammans med Tore Johansson och Anouk skrivit "Birds" som är Nederländernas bidrag i Eurovision Song Contest 2013. De har samarbetat tidigare och Gjerstad har varit med och skrivit låtar som "8 Years", "For Bitter Or Worse", "Three Days In A Row", "Lay It Down", "Hold On", "Been Here Before", "Down & Dirty" och "To Get Her Together" åt henne.
Han är medlem i bandet Apparaten.